# Classic Mötley Crüe
Classic Mötley Crüe es un álbum recopilatorio de la banda estadounidense de heavy metal Mötley Crüe. El álbum fue lanzado en 2005 y cuenta con 15 canciones. Este álbum fue una reedición del álbum de 2003 The Millennium Collection: The Best of Mötley Crüe, con 3 canciones más.

## Lista de canciones
1. "Piece of Your Action" (Vince Neil, Nikki Sixx) - 4:40
2. "Shout at the Devil" (Sixx) - 3:15
3. "Too Young to Fall in Love" (Sixx) - 3:33
4. "Home Sweet Home" (Sixx, Neil, Tommy Lee) - 4:00
5. "Girls, Girls, Girls" (Sixx, Lee, Mick Mars) - 4:31
6. "All in the Name of..." (Sixx, Neil) - 3:41
7. "Kickstart My Heart" (Sixx) - 4:44
8. "Rock 'N' Roll Junkie" - 4:02
9. "Anarchy in the U.K." (Paul Cook, Steve Jones, Glen Matlock, Johnny Rotten) - 3:20
10. "Hooligan's Holiday" (Sixx, Lee, John Corabi, Mars) - 5:49
11. "Generation Swine" (Sixx, Lee) - 4:41
12. "Hell on High Heels" (Sixx, Mars, Neil) - 4:15
13. Smokin' in the Boys Room (Cóver de Brownsville Station) (Code, Lutz) - 3:27
14. Too Fast for Love (Sixx) - 3:21
15. Same Ol' Situation (S.O.S.) (Lee, Mars, Neil, Sixx) - 4:15